# Jimmy Pop
James Moyer Franks (Trappe, 27 de agosto de 1972), mais conhecido pelo seu nome artístico Jimmy Pop é um cantor estadunidense, mais conhecido por ser o vocalista do grupo Bloodhound Gang. Ele também atuou no filme Minghags.